# Herbert Eulenberg
Herbert Eulenberg (ur. 25 stycznia 1876 w Kolonii; zm. 4 września 1949 w Kaiserswerth) – niemiecki poeta i pisarz.

## Dzieła
- Alles um Geld. Ein Stück, Lipsk, 1911
- Alles um Liebe. Eine Komödie, Lipsk, 1910
- Anna Boleyn, Berlin, 1920
- Anna Walewska. Eine Tragödie in fünf Akten, Berlin, 1899
- Ausgewählte Werke in fünf Bänden. Bd. 1: Lyrische und dramatische Dichtungen, Stuttgart, 1925
- Ausgewählte Werke in fünf Bänden. Bd. 2: Dramen aus der Jugendzeit, Stuttgart, 1925
- Ausgewählte Werke in fünf Bänden. Bd. 3: Dramen aus dem Mannesalter, Stuttgart, 1925
- Ausgewählte Werke in fünf Bänden. Bd. 4: Schattenbilder und Lichtbilder, Stuttgart, 1925
- Ausgewählte Werke in fünf Bänden. Bd. 5: Erzählende Werke, Stuttgart, 1925
- Belinde. Ein Liebesstück in fünf Aufzügen, Lipsk, 1913
- Brief eines Vaters unserer Zeit, 1911
- Bühnenbilder, Berlin, 1924
- Das Buch vom Rheinland, Monachium, 1931
- Das Ende der Marienburg. Ein Akt aus der Geschichte, Stuttgart, 1918
- Das grüne Haus. Ein Schauspiel. Leipzig, 1921
- Der Bankrott Europas. Erzählungen aus unserer Zeit, Berlin, 1919
- Der Frauentausch. Ein Spiel in fünf Aufzügen, Lipsk, 1914
- Der Morgen nach Kunersdorf. Ein vaterländisches Stückchen, Lipsk, 1914
- Der Mückentanz. Ein Spiel, Stuttgart, 1922
- Der Übergang. Eine Tragödie, Monachium, 1920
- Deutsche Sonette, Lipsk, 1910
- Die Familie Feuerbach. In Bildnissen, Stuttgart, 1924
- Die Kunst in unserer Zeit. Eine Trauerrede an die deutsche Nation, Lipsk, 1911
- Die letzten Wittelsbacher, Wiedeń, 1929
- Die Prä-Raphaeliten, Düsseldorf, 1946
- Die Windmühle, Hamburg, 1929
- Du darfst ehebrechen! Eine moralische Geschichte. Allen guten Ehemännern gewidmet, Berlin, 1909
- Ein halber Held. Tragödie in fünf Aufzügen, Lipsk, 1903
- Ein rheinisches Dichterleben, Bonn/Berlin, 1927
- Erscheinungen, Stuttgart, 1923
- Europa. Ein Hirtenstück aus der griechischen Sagenwelt (zwischen 1940 und 1944), Düsseldorf, 1949
- Glaube, Liebe, Hoffnung, Berlin, 1942
- Glückliche Frauen, Hellerau, 1929
- Heinrich Heine, Berlin (Wschodni), 1947
- Ikarus und Daedalus. Ein Oratorium, Lipsk, 1912
- Kassandra. Ein Drama, Berlin, 1903
- Katinka die Fliege. Ein zeitgenössischer Roman, Lipsk, 1911
- Leidenschaft. Trauerspiel in fünf Aufzügen, Leipzig, 1901
- Letzte Bilder, Berlin, 1915
- Liebesgeschichten, Lipsk, 1922
- Mein Leben für die Bühne, Berlin, 1919)
- Meister der Frühe, Düsseldorf, 1947
- Mensch und Meteor, Drezno, 1925
- Mückentanz. Ein Spiel, Stuttgart, 1922
- Münchhausen. Ein deutsches Schauspiel, Berlin, 1900
- Nachsommer, Berlin, 1942
- Neue Bilder, 1912
- Schattenbilder und Lichtbilder, Stuttgart, 1926
- Schattenbilder. 20 Musikerportraits, Düsseldorf/Wiedeń, 1965
- Schattenbilder. Eine Fibel für Kulturbedürftige in Deutschland, Berlin, 1910
- So war mein Leben, Düsseldorf, 1948
- Sonderbare Geschichten, Lipsk, 1910
- Um den Rhein, Berlin, 1927
- Wir Zugvögel. Roman, Stuttgart, 1923
- Zeitwende. Ein Schauspiel in fünf Akten, Lipsk, 1914

## Opracowania
- Sabine Brenner: "Heinrich Heine hat mich gebeten, in seinem Namen folgendes zu erklären". Der ’rheinische’ Dichter Herbert Eulenberg und sein literarisches Vorbild Heinrich Heine. In: "... und die Welt ist so lieblich verworren", hrsg. v. Bernd Kortländer. Bielefeld: Aisthesis 2004.
- Otto Brües: Herbert Eulenberg. Ansprache zu seinem Gedächtnis an seinem 80. Geburtstag am 25. Januar 1956 in der Staatlichen Kunstakademie. Düsseldorf: Gesellschaft von Freunden und Förderern der Staatl. Kunstakademie 1956.
- Helgard Bruhns: Herbert Eulenberg. Drama, Dramatik, Wirkung. Frankfurt am Main: Akad. Verl.-Ges. 1974.
- Rudi vom Endt: Der Dichter Eulenberg, ganz menschlich gesehen. Wuppertal-Elberfeld: Putty 1946.
- Hedda Eulenberg: Im Doppelglück von Kunst und Leben. Düsseldorf: Die Faehre (1952).
- Oskar Maurus Fontana: Die Dramatiker des Rheinlandes. Herbert Eulenberg und Wilhelm Schmidtbonn. Augsburg: Filser 1921.
- Johann Gottfried Hagens: Herbert Eulenberg. Berlin: Börngräber 1910.
- Peter Hamecher: Herbert Eulenberg. Ein Orientierungsversuch. Leipzig: Rowohlt 1911.
- Bernd Kortländer: Rheinischer Internationalismus am Beispiel Herbert Eulenbergs. In: Literarische Fundstücke, hrsg. v. Ariane Neuhaus-Koch u. Gertrude Cepl-Kaufmann. Heidelberg: Winter 2002. (= Beiträge zur neueren Literaturgeschichte; 188). S. 256-274.
- Joseph A. Kruse: Der Schriftsteller Herbert Eulenberg (1876-1949). Ein "Ehrenbürger der Welt" aus Kaiserswerth am Rhein. In: Geschichte im Westen. 18 (2003) S. 116-128.
- Michael Matzigkeit: Herbert Eulenberg - "Siebenkäs", eine Opposition im Verborgenen. In: Musik, Theater, Literatur und Film zur Zeit des Dritten Reiches. Düsseldorf 1987, S. 89-95.
- Michael Matzigkeit: Herbert Eulenberg - Der Prototyp des "rheinischen" Autors. In: Ders., Literatur im Aufbruch. Schriftsteller und Theater in Düsseldorf 1900 - 1933. Düsseldorf: Verl. d. Goethe-Buchh., 1990, S. 57 - 82; 214 - 221.
- Frank Thissen: "Edle Arznei für den Alltag". Herbert Eulenbergs Düsseldorfer Morgenfeiern und die Romantikrezeption um 1990. Köln u.a.: Böhlau 1992.